# Wilbur M. White

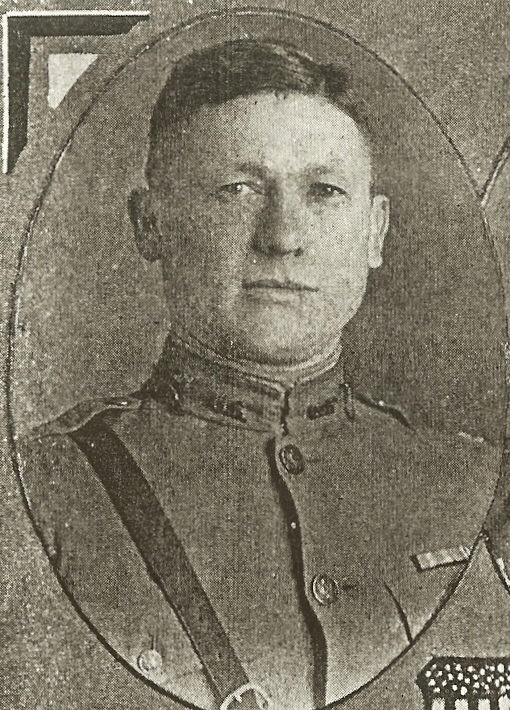
Wilbur M. White

Wilbur McKee White (* 22. Februar 1890 bei Hillsboro, Highland County, Ohio; † 31. Dezember 1973 in Chillicothe, Ohio) war ein US-amerikanischer Politiker. Zwischen 1931 und 1933 vertrat er den Bundesstaat Ohio im US-Repräsentantenhaus.

## Werdegang
Wilbur White besuchte die öffentlichen Schulen seiner Heimat einschließlich der Hillsboro High School. Im Jahr 1914 absolvierte er das Marietta College, ebenfalls in Ohio. Zwischen 1914 und 1915 war er in Marietta als Lehrer tätig; 1916 arbeitete er als Korrespondent für eine in Dayton ansässige Zeitung. Im selben Jahr wurde er Soldat der US Army und während eines Grenzkonflikts mit Mexiko an der Grenze zu diesem Staat eingeteilt. Während des Ersten Weltkrieges diente er in der Infanterie der Armee und stieg bis zum Hauptmann auf. Er war in Italien und Frankreich eingesetzt. Seit 1919 arbeitete er für die Toledo Times, deren Geschäftsführer (Managing Editor) er zwischen 1925 und 1930 war. In den Jahren 1930 und 1931 war er als Associate Editor für diese Zeitung tätig.
Politisch war White Mitglied der Republikanischen Partei. Bei den Kongresswahlen des Jahres 1930 wurde er im neunten Wahlbezirk von Ohio in das US-Repräsentantenhaus in Washington, D.C. gewählt, wo er am 4. März 1931 die Nachfolge von William W. Chalmers antrat. Da er im Jahr 1932 nicht bestätigt wurde, konnte er bis zum 3. März 1933 nur eine Legislaturperiode im Kongress absolvieren. Diese war von den Ereignissen der Weltwirtschaftskrise geprägt.
Nach dem Ende seiner Zeit im US-Repräsentantenhaus wurde Wilbur White für eine Firma in der Glasherstellung tätig. Zwischen 1934 und 1958 war er Sekretär und Geschäftsführer der Safety Glass Association. Von 1958 bis 1961 arbeitete er als Selbständiger für die Sicherheit auf den Autobahnen. Politisch bewarb er sich im Jahr 1940 erfolglos um die Rückkehr in den Kongress. Er starb am 31. Dezember 1973 in Chillicothe und wurde in Hillsboro beigesetzt.